# Katia Aere
Katia Aere (Spilimbergo, 28 agosto 1971) è una paraciclista e apneista italiana.

## Biografia
Nata a Spilimbergo, nella provincia di Pordenone nel 1971, ha compiuto 50 anni proprio durante la Paralimpiadi di Tokyo 2020. Da adolescente coltivata la passione per l’atletica leggera, corsa ad ostacoli e salto in alto, ma è costretta a smettere per un problema alle caviglie.
Nel 2003 una malattia autoimmune improvvisa la obbliga a prolungate cure. Tra le terapie consigliate c’è anche l’idrokinesi, che data la sua fobia per l’acqua rifiuta inizialmente. Ma si convince e impara a nuotare a 40 anni. Il nuoto diventa agonistico e Katia Aere inizia a partecipare alle competizioni, conquistando dei record e vincendo 28 titoli italiani in vasca. È un'infermiera professionale.

## Carriera

### Club
È tesserata con l'Associazione Sportiva Dilettantistica ASD Polisportiva TRivium Spilimbergo con la quale ha vinto due medaglie di bronzo - crono e su strada - ai Campionati del mondo di paraciclismo a Cascais, nel Portogallo, a giugno del 2020.

### Nazionale
Ha esordito in Nazionale nel 2021 ed è stata la sua prima partecipazione assoluta ai Giochi. Ha portato la medaglia numero 46 dell'Italia alle Paralimpiadi, nella gara di handbike femminile, nella categoria H5. Il suo tempo è stato di 2:28:11, dietro a quello di 2:23:39 della statunitense Oksana Masters (medaglia d'oro) e 2:26:50 della cinese Bianbian Sun (medaglia d'argento). Il sogno di partecipare alle Paralimpiadi prende forma nell’estate 2018, quando conosce Alex Zanardi al quale dedica la medaglia paralimpica del 2021.